# (1128) Astrid
(1128) Astrid és l'asteroide número 1128, del cinturó d'asteroides. Va ser descobert per l'astrònom Eugène Joseph Delporte des de l'observatori d'Uccle, el 10 de març de 1929. Dona nom i forma part de la família Astrid d'asteroides. La seva designació alternativa és 1929 EB. El seu nom és en honor de la reina belga Àstrid de Suècia.
Astrid està situat a una distància mitjana de 2,787 ua del Sol, i es pot acostar fins a 2,657 ua. La seva excentricitat és 0,04674 i la inclinació orbital 1,015°. Completa una òrbita al voltant del Sol amb 1700 dies.